# Neancistrolepis glaber
Neancistrolepis glaber is een slakkensoort uit de familie van de Buccinidae. De wetenschappelijke naam van de soort is voor het eerst geldig gepubliceerd in 1973 door Habe & Ito.